# Мідвауд
Мідвауд (нід. Midwoud) — село в нідерландській провінції Північна Голландія. Входить до муніципалітету Медемблік.
Його площа становить 5,84 км², а населення станом на 2021 рік складало 2 415 осіб.
До 1979 року мало статус окремого муніципалітету.

## Галерея

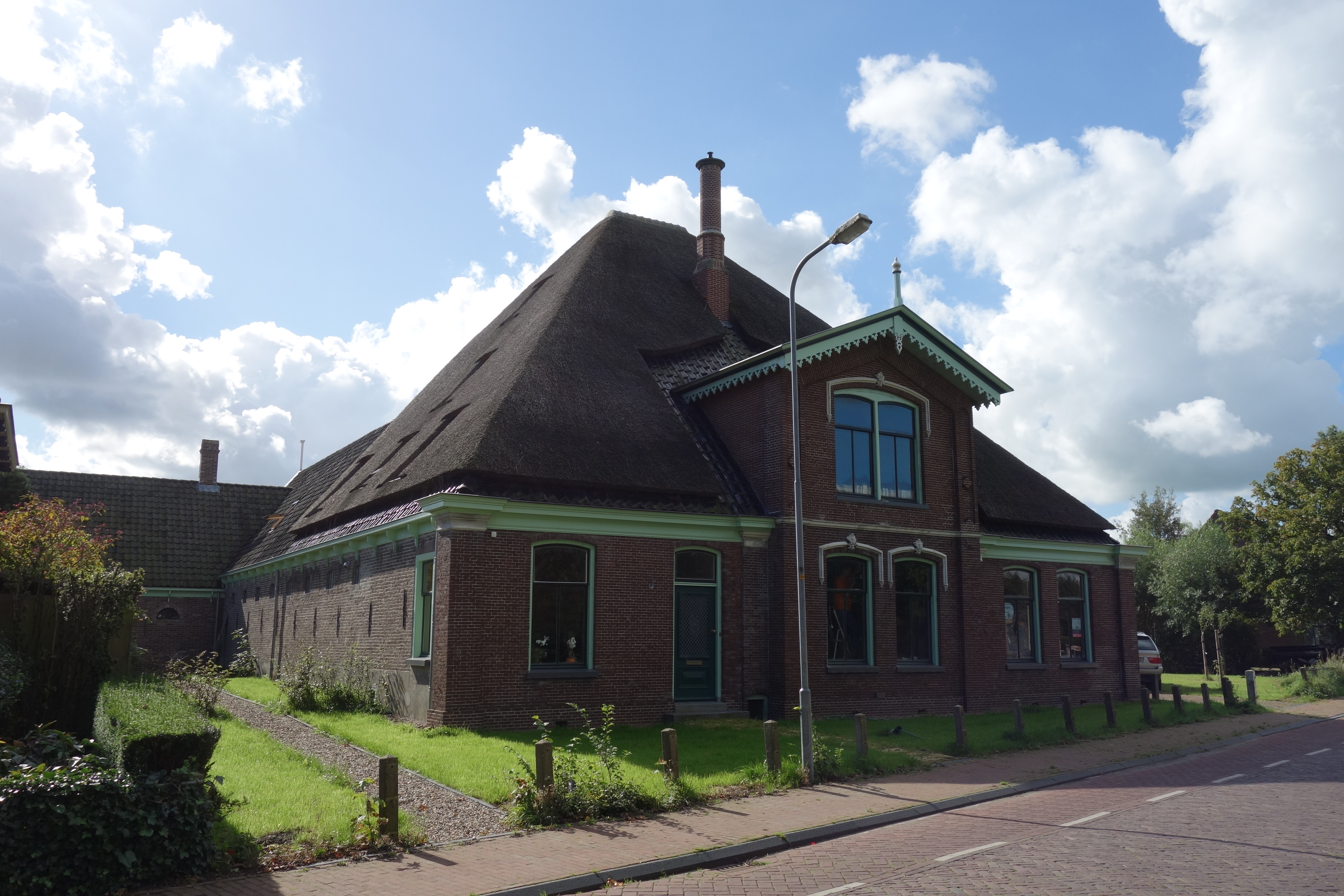
Ферма у Мідвауді
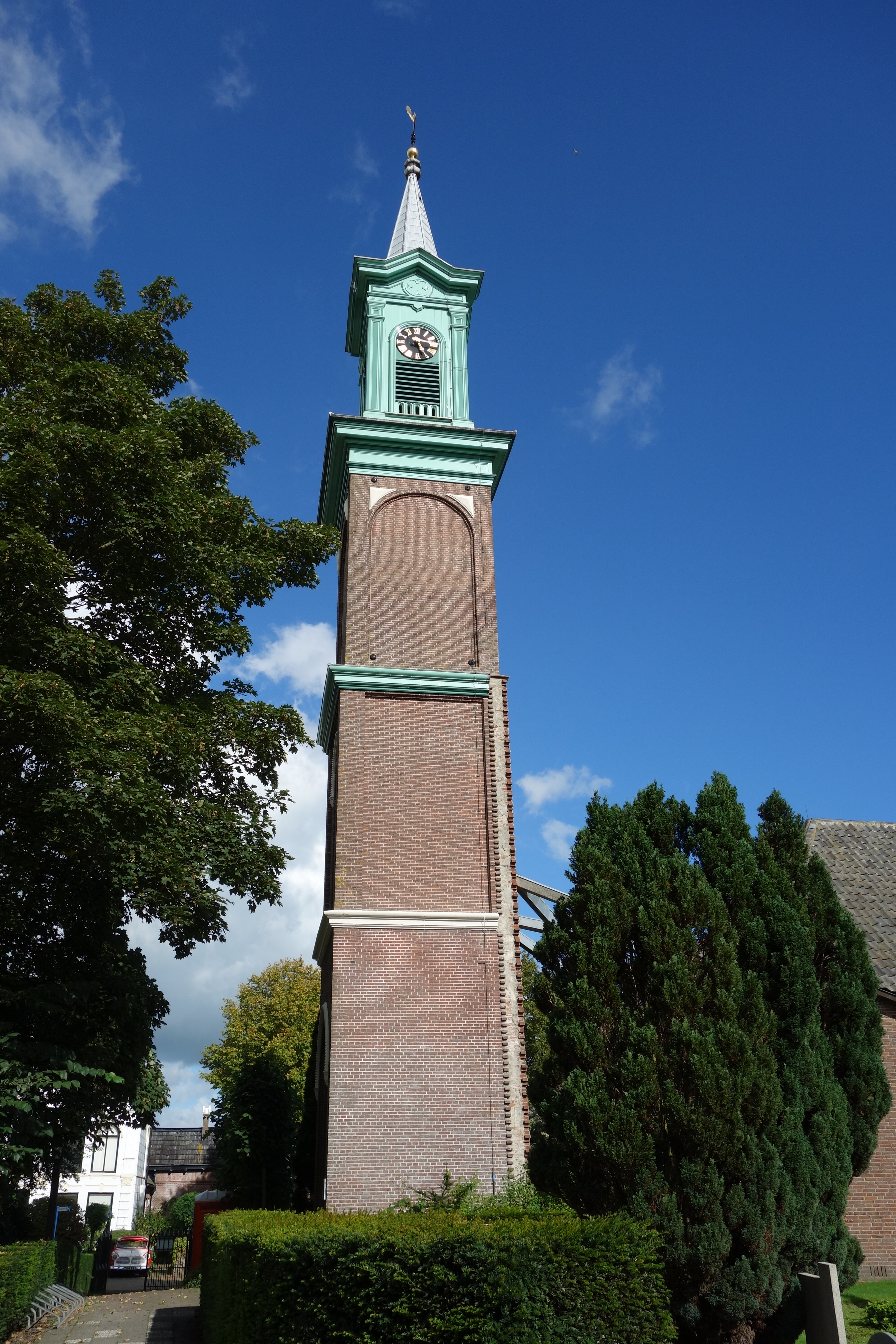
Церква у селі
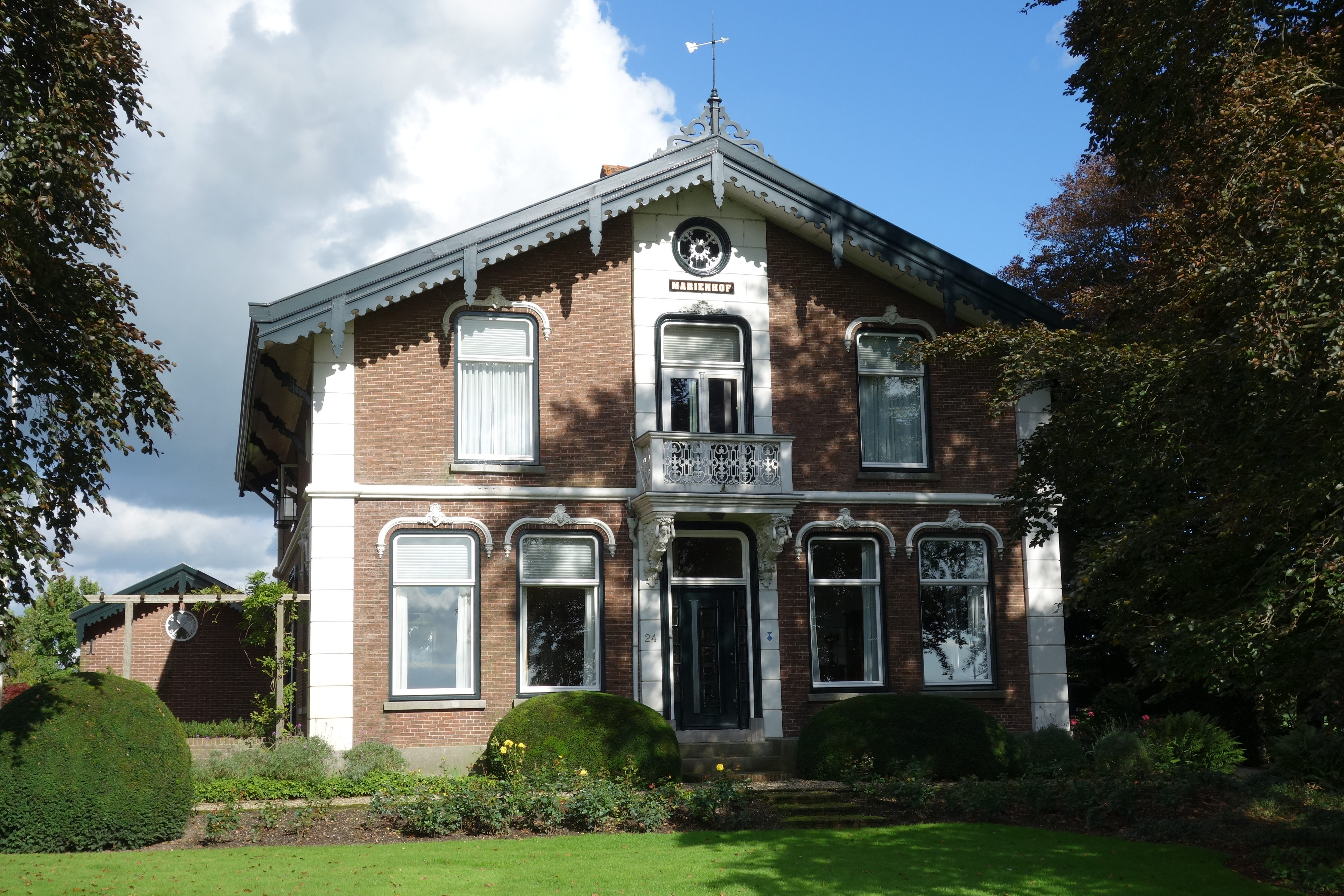
Колишня резиденція мера
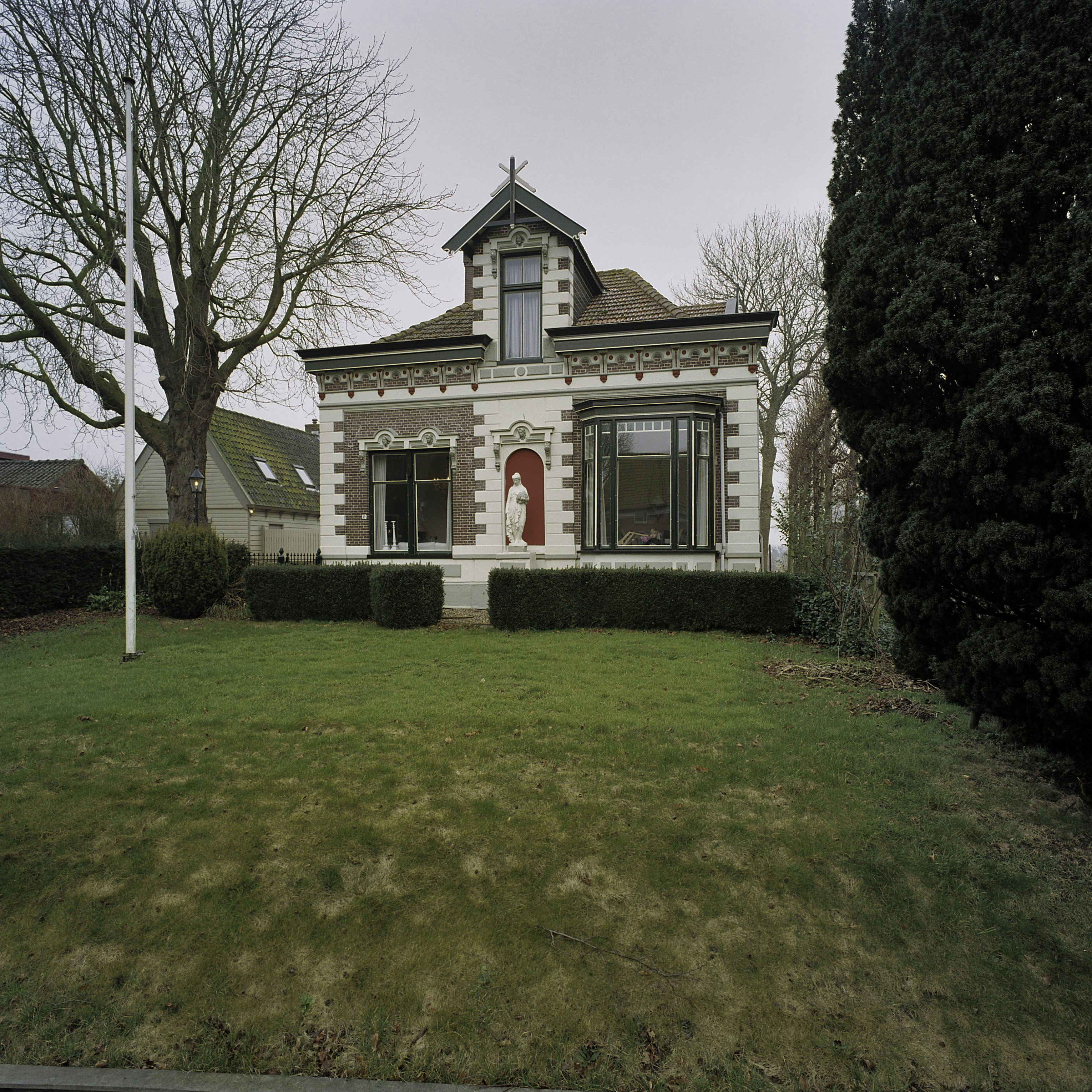
Будинок у Мідвауді